# Marek Zaleski

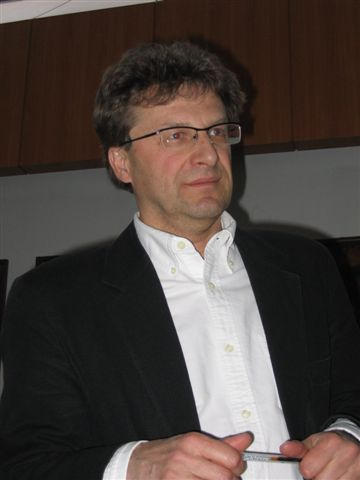
Marek Zaleski (2006)

Marek Zaleski (* 12. Oktober 1952 in Łomża) ist ein polnischer Literaturhistoriker, Literaturkritiker und Essayist.

## Leben
Zaleski verbrachte seine Kindheit in Warschau und besuchte dort das Gymnasium. Nachdem er sein Abitur 1971 abgelegt hatte, studierte er Polonistik an der Universität Warschau und erwarb 1976 den Magister. Anschließend nahm er ein postgraduelles Studium am Institut für Literaturforschung der Polnischen Akademie der Wissenschaften auf, wo er 1980 als wissenschaftlicher Assistent angestellt wurde. Dort promovierte er 1983 mit der Arbeit Przygoda drugiej awangardy und wurde als wissenschaftlicher Mitarbeiter eingestellt. Als Stipendiat verbrachte er 1986 und 1987 in Paris. Nach seiner Rückkehr nach Polen wurde er Redaktionsmitglied der Monatsschrift Res Publica, übernahm 1989 die Leitung des Kulturressorts und verbrachte dieses Jahr als Stipendiat in den USA. Mit Andrzej Titkow schuf und moderierte er 1991 die Literatursendung Świat przedstawiony im TVP2. Daneben verbrachte er dank eines weiteren Stipendiums auch in diesem Jahr einige Zeit in den USA. Mit der Arbeit Formy pamięci. O przedstawieniu przeszłości w polskiej literaturze współczesnej habilitierte er 1996 am Instytut Badań Literackich und wurde 1997 Dozent. Von 2000 bis 2007 war er stellvertretender Chefredakteur der Res Publica Nowa. Im Rahmen des International Writing Program an der University of Iowa verbrachte er 2001 in den USA. Seit 2005 leitete er postgraduelle Studien am Instytut Badań Literackich. Von 2005 bis 2007 sowie von 2017 bis 2018 war er Jurymitglied des Nike-Literaturpreises. 2010 wurde er als Professor an das Instytut Badań Literackich berufen und übernahm dort die Leitung über die Forschungsgruppe Literatur und Kultur der späten Neuzeit.
Er wohnt in Warschau.

## Publikationen
- Przygoda drugiej awangardy, 1984
- Mądremu biada? Szkice literackie, 1990
- Formy pamięci. O przedstawieniu przeszłości w polskiej literaturze współczesnej, 1996
- Zamiast. O twórczości Czesława Miłosza, 2005
- Echa idylli w literaturze polskiej doby nowoczesnej i późnej nowoczesności, 2007

## Nominierungen und Auszeichnungen
- 1990: Kościelski-Preis
- 2006: Literaturpreis Gdynia in der Kategorie Essayistik für Zamiast. O twórczości Czesława Miłosza
- 2008: Nominierung für den Literaturpreis Gdynia mit Echa idylli w literaturze polskiej doby nowoczesnej i późnej nowoczesności
- 2009: Kazimierz-Wyka-Preis